# Jochen Messemer
Jochen Messemer (* 28. März 1966 in Ludwigshafen am Rhein) ist ein deutscher Manager und Unternehmensberater.

## Leben
Von 1988 bis 1992 studierte Messemer Volkswirtschaft und Politikwissenschaften an der Albert-Ludwigs-Universität Freiburg. Er schloss sein Studium an der Universität Passau als Diplom-Kaufmann ab und wurde hier 1997 zum Dr. rer. oec. promoviert.
Von 1993 bis 2003 war er für die Unternehmensberatung McKinsey & Company im deutschen und internationalen Gesundheitswesen tätig, seit 2001 als Partner und Mitglied der deutschen und europäischen Sektorleitung Krankenversicherung, Leistungserbringer und Pharma.
Von 2004 bis 2010 war er Mitglied der Vorstände der DKV Deutsche Krankenversicherung und der Victoria Krankenversicherung. In dieser Zeit war er unter anderem für die Leistungserstattung, den Aufbau verschiedener Versorgungsunternehmen in der ambulanten Versorgung, der ambulanten und stationären Pflege, der Zahnprophylaxe sowie für die Krankenhausaktivitäten der DKV zuständig. Darüber hinaus verantwortete er den Aufbau der internationalen Aktivitäten der DKV insbesondere in Asien.
Ab Oktober 2008 war er Vorstandsmitglied der ERGO Versicherungsgruppe und ab 2009 für das internationale Geschäft verantwortlich. Er war Vorsitzender des Vorstands der ERGO International AG. Zum Jahresende 2016 verließ er den ERGO-Konzern.
Seit 2021 ist Jochen Messemer Vorsitzender der Geschäftsführung der Marienhaus Gruppe, einem führenden deutschen Gesundheitsunternehmen mit 17 Klinik-Standorten, 20 Einrichtungen für Seniorinnen und Senioren sowie 3 Einrichtungen der Kinder- und Jugendhilfe. Zur Gruppe gehören zudem ambulante und stationäre Hospize, Bildungsstätten und Tagungsstätten. Der Stammsitz der Gruppe ist in Waldbreitbach.
Messemer ist in der römisch-katholischen Kirche engagiert. Von 2009 bis 2014 war er International Revisor der Präfektur für die ökonomischen Angelegenheiten des Heiligen Stuhls. Am 18. Juli 2013 ernannte ihn Papst Franziskus zum Mitglied einer internationalen Expertenkommission zur Reform der Wirtschafts- und Verwaltungs-Strukturen des Heiligen Stuhls (COSEA), deren Erkenntnisse 2015 im Zentrum des Enthüllungsskandals Vatileaks 2.0 standen. 2014 bis 2020 war er Mitglied im  neugegründeten Vatikanischen Wirtschaftsrat.

## Werke
- Arztorientierte Steuerung des Einweisungsprozesses zur effizienteren Allokation stationärer Krankenhausleistungen: eine empirische sowie wohlfahrts- und institutionenökonomische Analyse. Universität Passau, Dissertation, 1997.

Koautor
- Mit Helmut Becker, Georg Nederegger, Matthias Weidinger: Prügelknabe Risikostrukturausgleich – seine Funktion und seine Zukunft. In: Die Zukunft des deutschen Gesundheitswesens von Rainer Salfeld und Jürgen Wettke, Springer-Verlag Berlin Heidelberg, 2001, ISBN 978-3642639821.
- Mit Peter H. Kilian: Herausforderungen im Leistungs- und Gesundheitsmanagement privater Krankenversicherungen. In: Die Zukunft des deutschen Gesundheitswesens von Rainer Salfeld und Jürgen Wettke, Springer-Verlag Berlin Heidelberg, 2001, ISBN 978-3642639821.
- Mit Verena Margreiter: Der Klinikmarkt für Rehabilitation – Wettbewerbsdynamik und Entwicklungstendenzen. In: Krankenhausreport 2002 von Michael Arnold, Jürgen Klauber, Henner Schellschmidt, Schattauer, Stuttgart, 2003, ISBN 978-3794522194.